# Piaggio P.10
Die Piaggio P.10 war ein Aufklärungsflugzeug des italienischen Herstellers Piaggio.

## Geschichte und Konstruktion

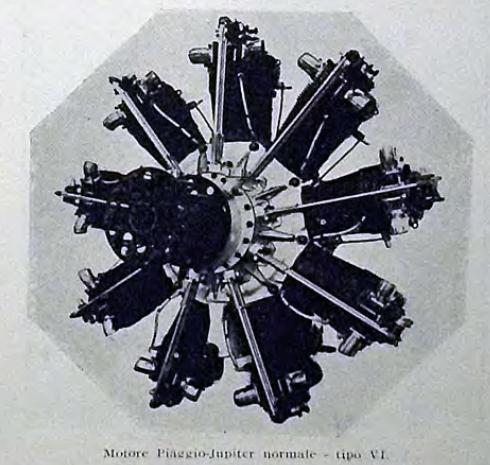
Sternmotor Piaggio Jupiter Typ VI

Die P.10 war ein einstieliges, verspanntes Doppeldecker-Wasserflugzeug, das mit einem Hauptschwimmer unter dem Rumpf und zwei Hilfsschwimmern unter den Tragflächen ausgestattet war. Die Maschine wurde entwickelt, um mit Hilfe eines Flugzeugkatapults von italienischen Schlachtschiffen und Kreuzern aus operieren zu können. Das Flugzeug wurde von einem 328 kW starken, in Lizenz gebauten Bristol-Jupiter-VI-Sternmotor angetrieben. Sie besaß drei offene Cockpits, eines vor den Tragflächen für den Piloten, die beiden anderen für den Bordschützen und den Beobachter lagen hinter den Tragflächen. Eine Variante mit festem Fahrwerk hieß P.10bis.

## Militärische Nutzung
- Italien
  - Regia Marina

## Technische Daten
| Kenngröße             | Daten (P.10)                                                             |
| --------------------- | ------------------------------------------------------------------------ |
| Besatzung             | 3                                                                        |
| Länge                 | 10,27 m                                                                  |
| Spannweite            | 13,8 m                                                                   |
| Höhe                  | 4,27 m                                                                   |
| Flügelfläche          | 46,45 m²                                                                 |
| Höchstgeschwindigkeit | 195 km/h                                                                 |
| Triebwerk             | 1 × in Lizenz gebauter Sternmotor Bristol Jupiter IV mit 440 PS (324 kW) |
| Bewaffnung            | 1 × 7,62-mm-Maschinengewehr zur Verteidigung                             |